# Pflanzkartoffelverordnung
Die Pflanzkartoffelverordnung ist eine deutsche Rechtsverordnung des Bundeslandwirtschaftsministeriums. Sie dient der Umsetzung mehrerer EU-Richtlinien.
Die Pflanzkartoffelverordnung regelt die Anerkennung von Pflanzgut und sein Inverkehrbringen.